# 替え玉

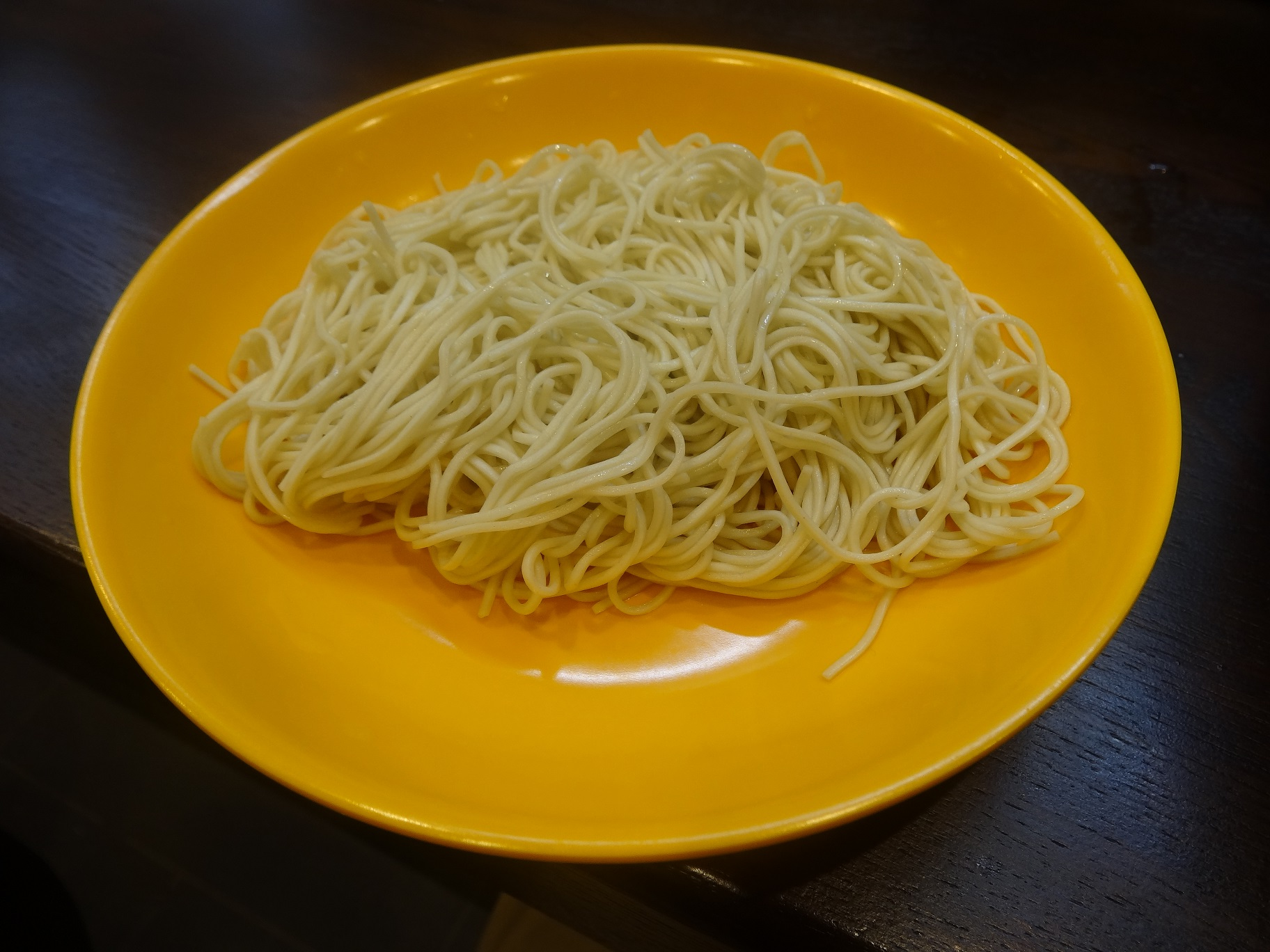
替え玉

替え玉（かえだま）とは、ラーメン店において麺を食べた後の麺のみの追加注文のことである。

## 発祥と普及
福岡市中央区長浜にある「元祖長浜屋」が発祥の店とされている。食べている間に麺が伸びやすく、そのために少量の麺で提供をし、「替え玉」で麺を追加していくシステムとして考案されたともいわれる。この長浜ラーメンのシステムが博多へ伝播し、後の博多ラーメンの全国進出とともに各地に広まったともされるが、全国的に見れば、細麺の博多ラーメン・長浜ラーメンを提供する店を中心としたごく一部のサービスである。そして、福岡をはじめとする九州のラーメン店、また九州以外の地域で九州ラーメンや博多ラーメンの店舗であっても、必ずしも替え玉のシステムがある訳ではない。また、昼食時の混雑時には替え玉を行わないという店もある。
関東地方では、九州ラーメンや博多ラーメンの店であっても替え玉のサービスがない店も多い。また、関東では「豚骨ラーメン」が豚骨醤油ラーメンを指す事もあるが、この豚骨醤油ラーメンの店舗で替え玉サービスがある店舗は少数である。

## 利用方法
店によって替え玉の方法が異なり、茹でた麺を器に盛って出す店と、湯切りのざるから直接器に入れる店、また器を店員に渡すことを求める店もある。同時に、「ラーメンだれ」やネギ・ゴマなどを提供する店もある。

### 麺
前述の福岡発祥の来歴並びに茹で時間の関係から、細麺による提供が多い。太麺・細麺を選択できるお店でも替え玉は細麺のみといった所もある。太麺でも提供する店は皆無ではないが、茹であがるまでに時間がかかる。
一杯目と同様に替え玉でも麺の硬さ（茹で加減）を指定できる店も多く、好みにより硬さを変更して食べることが可能。自家製麺を提供する店舗の一部では、打ち立ての麺がある場合、打ち立ての麺と寝かせた麺を選ぶことができる場合もある。

## ラーメン店以外
福岡地区ではうどん店チェーンの牧のうどんのように、うどん店でもメニューとして替え玉が存在することがある。
また、福岡市のちゃんぽん店の「長崎亭」では、ちゃんぽんでも替え玉が可能だが、その麺は同店のメニューにもある「ラーメン」の麺であるため、ボリュームだけでなくちゃんぽん麺とは違った味わいや食感を楽しむことが出来る。

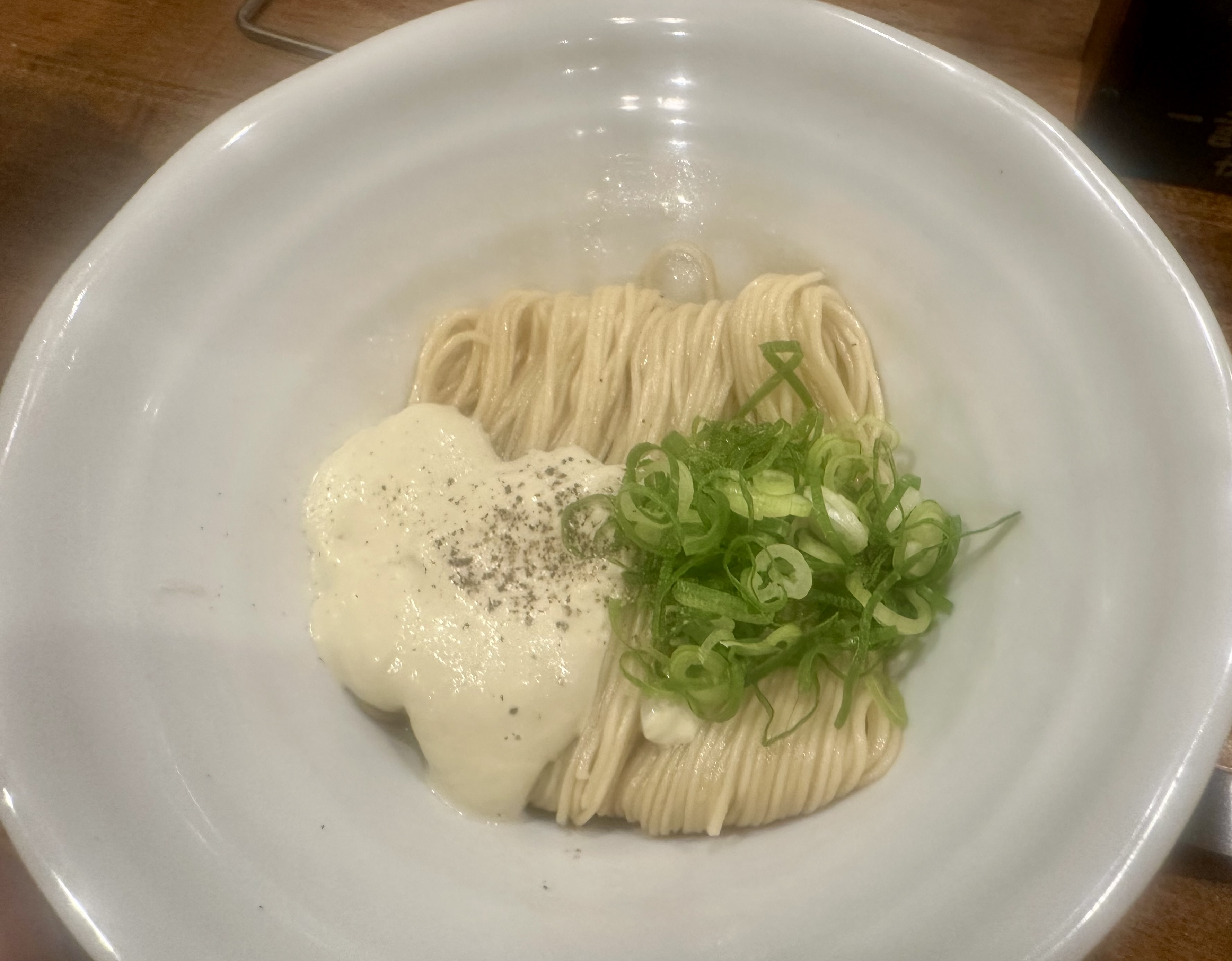
和え玉

## 和え玉
ゆで麺にたれや油、具を加えて、麺単体でも油そばのように食べられるメニューを提供する動きもあり、特に2012年に茨城県つくば市のラーメン店「イチカワ」が始めた『和え玉（あえだま）』は、特に煮干し出汁を用いたラーメン店を中心に定番メニューとして全国的に普及している。ゆで麺にカエシと油、薬味トッピングするのが基本だが、店により様々なバリエーションがある。また、『和え玉』を提供する店でも、ほとんどの店では『替え玉』同様にそれ単独で注文することはできない。